# Sebastian Bösel
Sebastian Bösel (* 24. Oktober 1994 in Selb) ist ein deutscher ehemaliger Fußballspieler.

## Karriere
Bösel wuchs in Marktleuthen auf und spielte in den Altersklassen G- bis D-Jugend für den FC Marktleuthen, später in der Deutsch-Tschechischen Fußballschule, in der C-Jugend kurzzeitig bei der SpVgg Greuther Fürth, wo er allerdings aussortiert wurde und sich dann der SpVgg Bayern Hof anschloss. Als 17-Jähriger rückte er 2012 in deren erste Mannschaft auf und wurde unter Trainer Norbert Schlegel im Regionalligateam umgehend Stammspieler. In der Saison 2012/13 hielt Bösel mit dem Klub nach erfolgreichen Relegationsspielen gegen den TSV Großbardorf die Klasse; eine Saison später stand allerdings wegen des schlechten Torverhältnisses gegenüber dem FC Schweinfurt 05 der Abstieg. Bösel hatte mit seinen Leistungen bereits 2013 eine Reihe von Profiklubs auf sich aufmerksam gemacht und unterzeichnete im Februar 2014 für die Folgesaison einen Dreijahresvertrag bei der Zweitmannschaft des FC Bayern München und spielte damit weiterhin in der Regionalliga Bayern.
Seine Zeit bei den Bayern begann mit zwei Muskelbündelrissen im Oberschenkel, durch die er für die gesamte Hinrunde ausfiel. Zu seinem Debüt kam er erst Ende März 2015 bei einem 3:2-Auswärtssieg gegen den FV Illertissen. Eine Woche später gab er sein Heimdebüt bei einem 1:0-Erfolg im „kleinen Münchner Derby“ gegen die Zweitmannschaft des TSV 1860 München im mit 12.500 Zuschauern ausverkauften Grünwalder Stadion. Beim FC Bayern wurde das Talent zunächst im defensiven Mittelfeld aufgeboten, in der Saison 2016/17 besetzte er zunehmend Positionen in der Abwehrkette und wurde zuletzt als rechter Außenverteidiger eingesetzt. Im April 2015 hatte Bösel auch erstmals am Training der Profis unter Trainer Pep Guardiola teilgenommen.
Am Ende der Spielzeit 2016/17 verjüngte der FC Bayern München seine Zweitmannschaft und Bösel war nach 65 Regionalligaeinsätzen einer von acht Spielern, die den Verein verlassen mussten. Einen neuen Arbeitgeber fand er wenig später mit dem Drittligisten SG Sonnenhof Großaspach, der den defensiv flexibel einsetzbaren Spieler mit einem Zweijahresvertrag ausstattete. In den ersten Saisonspielen etablierte sich Bösel bei Großaspach im zentraldefensiven Mittelfeld an der Seite von Daniel Hägele. Nach drei Jahren in Großaspach, der mit dem Abstieg aus der dritten Liga endete, wechselte er im Juli 2020 zum 1. FC Saarbrücken. Nach nur zwölf Punktspielen für die Saarländer wechselte er im Februar 2022 zum Halleschen FC. Im Sommer 2022 beendete er seine Profikarriere.